# Charles Maclean, Baron Maclean
Charles Hector Fitzroy Maclean, Baron Maclean Bt, KT, PC, GCVO, KBE (* 5. Mai 1916; † 8. Februar 1990 in Hampton Court Palace), war ein britischer Landwirt, Life Peer und von 1971 bis 1984 Lord Chamberlain of the Household.

## Leben

### Baronet, Clan Chief und Chief Scout
Maclean wurde 1936 beim Tod seines Großvaters Sir Fitzroy Maclean, 10. Baronet, dessen Nachfolger als 11. Baronet, of Duart and Morvern in Argyllshire, da sein Vater bereits 1936 verstorben war. Zugleich wurde er dadurch auch 27. Chief des Clan MacLean. Während des Zweiten Weltkrieges leistete er seinen Militärdienst im 3. Bataillon der Scots Guards und nahm an Einsätzen in Frankreich, Belgien, Niederlande sowie zuletzt in Deutschland teil. Nach Kriegsende war er als Rinder- und Schafzüchter in Schottland tätig.
1954 wurde er Lord Lieutenant von Argyll und bekleidete diese Funktion zwanzig Jahre lang bis 1974. Während dieser Zeit engagierte er sich in der Pfadfinderorganisation The Scout Association und wurde im September 1959 als Nachfolger von Thomas Corbett, 2. Baron Rowallan, deren Chief Scout in Großbritannien und den Überseeterritorien. Diese Funktion bekleidete er bis zu seiner Ablösung durch Sir William Gladstone, 7. Baronet, im September 1971, wobei er jedoch bis August 1975 Chief Scout der Scout Association des Commonwealth of Nations blieb. 1966 wurde er als Knight Commander in den Order of the British Empire sowie 1969 als Knight Companion in den Distelorden aufgenommen. 1967 wurde ihm der Bronze Wolf verliehen, die einzige Auszeichnung der World Organization of the Scout Movement.

### Oberhausmitglied und Lord Chamberlain
Durch ein Letters Patent vom 9. Februar 1971 wurde Maclean als Baron Maclean, of Duart and Morvern in the County of Argyll, zum Life Peer im Sinne des Life Peerages Act 1958 erhoben und wurde dadurch Mitglied des House of Lords.
Als solcher wurde Baron Maclean 1971 als Nachfolger von Cameron Cobbold, 1. Baron Cobbold, Lord Chamberlain of the Household und damit bis zu seiner  Ablösung durch David Ogilvy, 8. Earl of Airlie, einer der höchsten Beamten des britischen Hofes von Königin Elisabeth II. Zugleich wurde er 1971 Privy Councillor. Als Lord Chamberlain war er unter anderem 1972 für die zeremonielle Gestaltung des Begräbnisses des Duke of Windsor, des ehemaligen König Eduard VIII., verantwortlich. 1974 wurde er mit dem Großkreuz des dänischen Dannebrogordens ausgezeichnet.
1974 wurde er Lord Lieutenant der neugeschaffenen Council Area Argyll and Bute und behielt dieses Amt bis zu seinem Tod 1990. Nach seinem Ausscheiden als Lord Chamberlain wurde ihm 1984 der Titel eines Lord-in-Waiting verliehen und er fungierte zugleich zwischen 1984 und 1985 als Lord High Commissioner to the General Assembly of the Church of Scotland, und war damit persönlicher Vertreter der Königin bei der Generalversammlung der Church of Scotland. 1984 wurde er außerdem zum Knight Grand Cross des Royal Victorian Order erhoben.
Aus seiner 1941 geschlossenen Ehe mit Joan Elizabeth Mann (* 1923) hinterließ er eine Tochter und einen Sohn. Letzterer, Lachlan Hector Charles Maclean (* 1942), beerbte ihn bei seinem Tod, 1990, als 12. Baronet und 28. Chief des Clan Maclean. Nachfolger als Lord Lieutenant von Argyll und Bute wurde John Crichton-Stuart, 6. Marquess of Bute.